# شاپرک‌های لاغر
شاپرک‌های لاغر (نام علمی: Heliodinidae) نام یک تیره از بالاخانواده پنهان‌خواران است.